# Norham Castle
Norham Castle er en borgruin i Northumberland ved floden Tweed på grænsen mellem England og Skotland. Ruinen er en Grade I listed building og Scheduled Ancient Monument. Norham Castle har været med i flere træfninger mellem England og Skotland.
I 1800-tallet blev slottet kendt som følge af J.M.W. Turners malerier. Han malede det første i 1797, og han vendte tilbage flere gange for at male det. Flere af hans billeder er udstillet på Tate Gallery i London.
- Turner (ca. 1798)
- Turner (1822)
- Turner (ca. 1845)